# Кушела (Ленинградская область)
Кушела — деревня в Выскатском сельском поселении Сланцевского района Ленинградской области.

## История
Деревня Кушела упоминается на карте Санкт-Петербургской губернии Ф. Ф. Шуберта 1834 года.
Деревня Кушела отмечена на карте профессора С. С. Куторги 1852 года.

КУШЕЛА (ЗАУДОБО) — деревня владельческая при озере Кушольском, число дворов — 12, число жителей: 38 м. п., 33 ж. п.; Часовня православная. (1862 год)

В XIX — начале XX века деревня административно относилась к Выскатской волости 1-го земского участка 1-го стана Гдовского уезда Санкт-Петербургской губернии.
Согласно Памятной книжке Санкт-Петербургской губернии 1905 года деревня называлась Заудобо-Кушела и входила в Пантелейковское сельское общество.

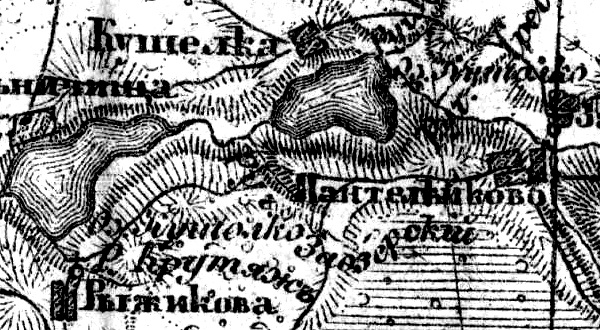
Деревня Кушела на карте 1919 года

Согласно карте Петроградской и Эстляндской губерний 1919 года деревня называлась Кушелка.
С 1917 по 1924 год деревня входила в состав Рыжиковского сельсовета Выскатской волости Гдовского уезда.
С 1924 года в составе Пантелейковского сельсовета.
С 1927 года в составе Рудненского района.
С 1928 года в составе Савиновщинского сельсовета. В 1928 году население деревни составляло 181 человек.
По данным 1933 года деревня Кушела входила в состав Савиновщинского сельсовета Рудненского района. С августа 1933 года в составе Гдовского района.
С января 1941 года в составе Сланцевского района.
С 1 августа 1941 года по 31 января 1944 года — германская оккупация.
С 1954 года в составе Выскатского сельсовета.
В 1963—1965 году в составе Кингисеппского района. По состоянию на 1 августа 1965 года деревня Кушела входила в состав Выскатского сельсовета Кингисеппского района.
С ноября 1965 года вновь в составе Сланцевского района. В 1965 году население деревни составляло 138 человек.
По данным 1973 и 1990 годов деревня Кушела входила в состав Выскатского сельсовета Сланцевского района.
В 1997 году в деревне Кушела Выскатской волости проживали 30 человек, в 2002 году — 42 человека (русские — 98 %).
В 2007 году в деревне Кушела Выскатского СП проживали 41, в 2010 году — 43, в 2011 и 2012 годах — 46, в 2013 году — 43, в 2014 году — 37 человек.

## География
Деревня расположена в южной части района на автодороге 41К-188 (Гостицы — Большая Пустомержа).
Расстояние до административного центра поселения — 7 км.
Расстояние до ближайшей железнодорожной платформы Сланцы — 28 км.
Деревня находится на правом берегу реки Кушелки и северном берегу одноимённого озера.

## Инфраструктура
На 2014 год в деревне было зарегистрировано 19 домохозяйств.